# チャールズ・ルジャンドル

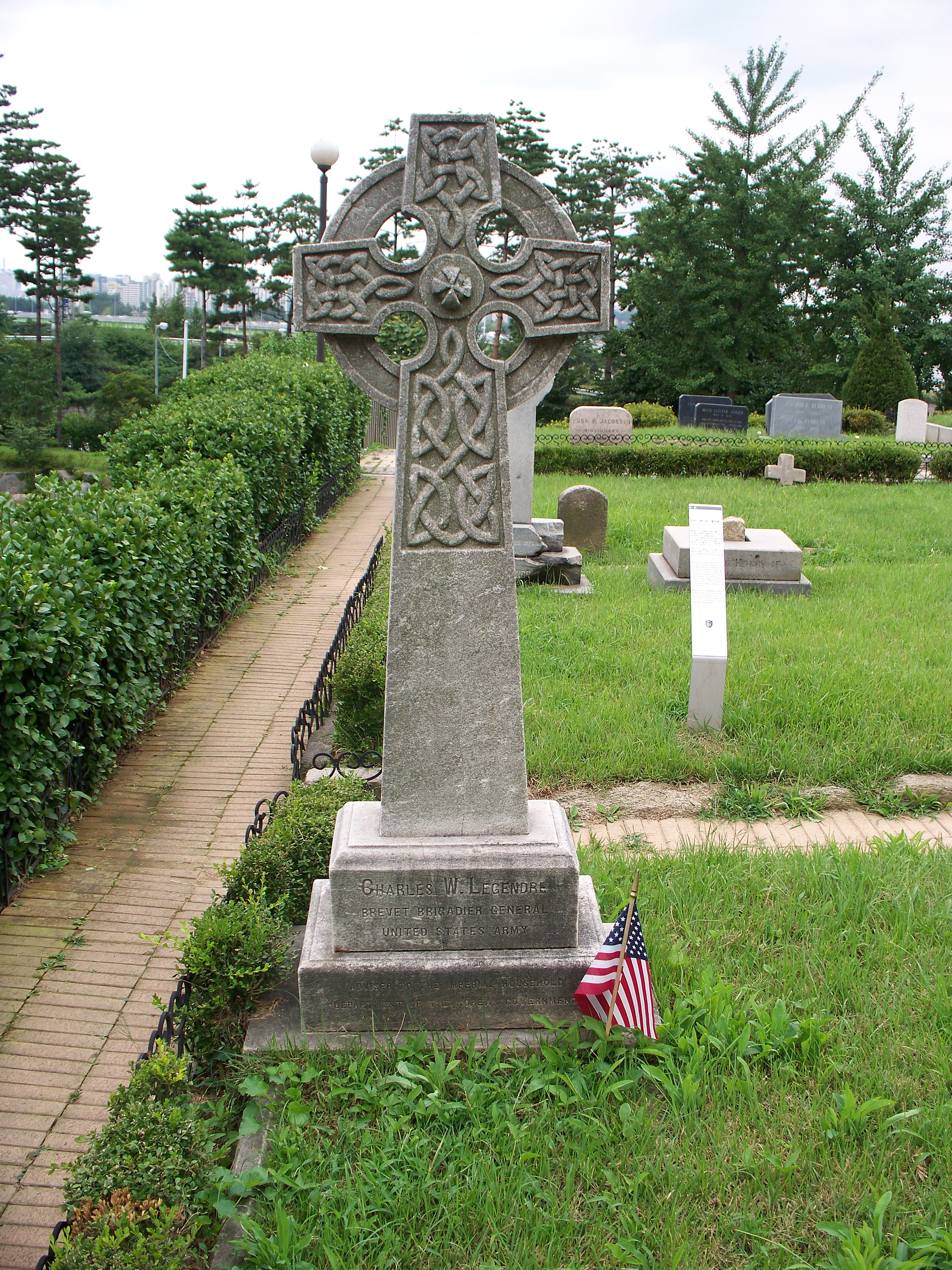
ソウルにあるルジャンドルの墓

チャールズ・ウィリアム・ジョセフ・エミール・ルジャンドル（Charles William (Guillaum) Joseph Émile Le Gendre、1830年8月26日 - 1899年 9月1日）は、フランス生まれのアメリカの軍人、外交官。名前はリゼンドル、リセンドル、李仙得、李善得とも言う。
1872年から1875年まで明治政府の外交顧問、1890年から1899年まで朝鮮王高宗（1897年からは大韓帝国皇帝）の顧問を務めた。十五代目市村羽左衛門は実子。声楽家の関屋敏子は孫にあたる。

## 経歴

### 渡米まで
フランスのウランに生まれ、ランス大学およびパリ大学に学んだ。父親のジャン＝フランソワ・ルジャンドル＝エラル(Jean-François Legendre-Héral)は人物像を得意とした古典主義彫刻家でリヨンの美術学校の教授を務めた人物である。24歳のとき、ニューヨークの著名な弁護士の娘クララ・ヴィクトリア・ミュロックとブリュッセルで結婚した。結婚後米国に移住し、帰化した。

### 南北戦争
1861年に南北戦争が勃発すると、ルジャンドルは第51ニューヨーク志願兵歩兵連隊の兵士募集に協力し、1861年10月29日に同連隊の少佐に任官した。その後ノースカロライナでの戦闘に従事し、1862年のロアノーク島の戦いにも参加した。1862年3月14日、ニューバーンの戦いで重傷を負った。負傷にもかかわらず軍を離れず、同年9月20日には中佐に進級。
1863年には第9軍に配属され、多くの戦闘に参加した。1863年3月14日には大佐に進級。ヴァージニアの荒野の戦いではユリシーズ・グラント将軍の指揮下にあったが、その最中の1864年5月6日、ルジャンドルは再び重症を負った。今回は顔面を撃たれ、左目と鼻を失った。アナポリスの病院に入院したが、その間にも南軍の最後の攻撃から街を防衛するための準備を手伝った。
その後ニューヨークに移送され、そこで第9軍の兵士募集を手伝った。1864年10月4日に名誉除隊したが、1865年3月13日には准将に名誉進級した。

### 中国と台湾
1866年7月13日、ルジャンドルは厦門の米国領事に任命された。7月にニューヨークをリバプールに向けて出港し、その後ヨーロッパ、アジア大陸を旅行し12月に厦門に到着した。領事として5つの条約港である厦門、基隆、台北、淡水、高雄に責任を持った。そこでは、年季奉公人の不正取引の抑制に尽力した。
1867年3月12日、米国船ローバー号が台湾で遭難し、その乗員が台湾原住民に殺害されるローバー号事件（en）が発生。ルジャンドルは福州へ赴き、台湾の中国側当局に問題解決の圧力をかけるように、福建・浙江総督を説得した。福建総督はルジャンドルに台湾に行く許可を与え、台湾知事が協力するように紹介状を書いた。ルジャンドルは遭難現場訪問のために米国船アシュロット号を雇い、台湾当局に行動させようとしたが失敗。その後アメリカ合衆国海軍のヘンリー・ベル少将が懲罰作戦を実施したが、これも失敗した。さらに情報を集めるため、ルジャンドルは再び台湾に出向いた（このときは、紹介状は無しかった）。中国へ戻ったルジャンドルは南台湾に軍隊を派遣するよう福州の総督を説得し、ようやく成功した。ルジャンドルは400〜500人の規模を希望したが、これよりはかなり小さな遠征隊が、1867年7月25日に台湾に送られた。ルジャンドルは砲艦の派遣をベル提督に要請したが拒否された。このため、武装商船ボランティア号が雇われた。ルジャンドルは9月4日に台湾に上陸したが、上司に対しては全くの傍観者として行動したと報告している。上陸後、南台湾の険しい山岳地帯を通りぬけ、原住民の酋長と難破した欧米の船員の安全を保証するための条約を協議した。
1871年9月6日、琉球（宮古島）の船が台湾沖で遭難したが、ローバー号事件と同様に多数の船員が殺害された（宮古島島民遭難事件）。1872年2月29日、ルジャンドルは先に結んだ条約を日本人船員にも適用するよう拡大するため台湾に出向いた。任務は不成功に終わり、北京駐在の米国公使フレデリック・ロウ（en）とも不仲になってしまった。

### 日本
1872年、厦門から米国へ戻る途中、日本に立ち寄り、明治政府に台湾問題の武力解決を提唱した。これは副島種臣外務卿の意見とも一致しており、ルジャンドルは米国領事の職を辞し、1872年12月12日、外交および軍事顧問として明治政府に雇用された。1873年2月、副島は2年前に台湾で起きた宮古島島民遭難事件の処理交渉の特命全権公使兼外務大臣として北京へ派遣されたが、ルジャンドルもこれに参加した。この交渉は部分的には成功であったが、引き続きルジャンドルは1874年の台湾出兵の準備を手伝った。台湾問題に関して、ルジャンドルは駐日米国弁理公使チャールズ・デロングの支援を受けており、また個人の資格でこの遠征に参加するつもりであった。加えて、2名のアメリカ軍人が雇用された。ところが、デロングの後任の米国公使ジョン・ビンガムは、ルジャンドルを支持せず、1874年4月19日、台湾出兵は一旦延期とされた。ルジャンドルらは長崎で出征準備を整えていたため、大久保利通が長崎に向かった。結局遠征部隊は5月18日に長崎を出港したが、ルジャンドルは大久保と共に東京に戻った。その後、ルジャンドルは交渉のため福州に派遣されることとなったが、アメリカ総領事に職場放棄の罪に問われ、短期間ではあるが上海で収監されてしまったため、遠征には参加できなかった。1875年には日本政府から勲二等旭日重光章を授与されたが、これは外国人としては最初のものであった。その年の末には顧問を辞任した。
ルジャンドルは1890年まで日本に滞在し、大隈重信の個人的な顧問を務めた。

### 韓国
1890年3月、ルジャンドルは日本を離れ、朝鮮王高宗の顧問となった。1899年9月1日に漢城（現 ソウル）で卒中により死亡するまで、その職を務めていた。

### 家族
日本滞在中、松平春嶽の庶子で芸者の池田絲（いと1857-1913）との間に一男二女をもうけた。絲の母親は松平家の腰元で、絲を出産後責任を取って自害したため絲は家臣の池田兵衛に預けられたが、その家臣も実の娘を芸者にするほど困窮したため、絲も自ら芸者となり、大隈重信、伊藤博文らから日本国のためにルジャンドルの妻となるよう承諾させられたという。このときルジャンドル43歳、絲16歳。子供たちは里子に出され（一女は夭折）、長男の録太郎は四歳で養家から十四代目市村羽左衛門に養子に、後に十五代目市村羽左衛門となった。子役として舞台に立ちはじめたころ、事情を知らず他の役者らと絲の家に遊びに来るようになり、羽左衛門24歳のときに事情を打ち明けて7歳下の妹の愛子と引き合わせ、その2年後韓国から一時帰国したルジャンドルと子供たちの顔合わせが行なわれたという。愛子（1881-1967）は、実業家の関屋祐之介と結婚し、声楽家の関屋敏子を生んだ。ルジャンドルの子供であることは秘密とされていたが、1913年に絲が亡くなったとき、枕元で羽左衛門が思わず「おっかさん」と叫んだことから看護師らに知れて一部に広まったほか、一家と交流のあった里見弴が1955年に『羽左衛門伝説』で明らかにした。
本妻クララとの間に生まれた息子ウィリアム・チャールズは、投資銀行ブラウンブラザーズ（現ブラウン・ブラザーズ・ハリマン）の幹部になった。

## 著作
- Charles William Le Gendre, Progressive Japan: A Study of the Political and Social Needs of the Empire (1878), (Reprint: Nabu Press (March 16, 2010) ISBN 978-1147454116)
- Charles William Le Gendre (Author), Douglas L. Fix and John Shufelt (Editor), Notes of Travel in Formosa, National Museum of Taiwan History (2012) ISBN 978-9860321272
- ルジャンドルの個人的な資料（報告書など）は、「ルジャンドル・ペーバー」としてアメリカ議会図書館に保存されている。

## ルジャンドルが登場する作品
- 山田風太郎著「エドの舞踏会―山田風太郎明治小説全集〈8〉」筑摩書房（1997年）。ISBN 978-4480033482
- 菊池寛著「大衆明治史」。汎洋社　p37
- 尾崎行雄著「咢堂自伝」。昭和12年刊　p177-178